# آرامگاه سنگی دلیک داش
مقبره سنگی دلیک داش مربوط به هزاره اول قبل از میلاد است و در شهرستان چالدران، روستای مقبره دلیک داش واقع شده و این اثر در تاریخ ۱۲ بهمن ۱۳۸۱ با شمارهٔ ثبت ۷۳۹۰ به‌عنوان یکی از آثار ملی ایران به ثبت رسیده است.